# Renata Zamengo
Renata Zamengo (1942) è un'attrice italiana.

## Biografia
Renata Zamengo è una attrice professionista dal 1971, ha recitato in teatro, televisione, cinema. Il suo esordio cinematografico avviene nel film La classe operaia va in paradiso, diretto da Elio Petri.

## Filmografia

### Cinema
- La classe operaia va in paradiso, regia di Elio Petri (1971)
- Le inibizioni Del Dottor Gaudenzi vedovo col complesso della buonanima, regia di Giovanni Grimaldi (1971)
- L'istruttoria è chiusa: dimentichi, regia di Damiano Damiani (1971)
- Girolimoni, il mostro di Roma, regia di Damiano Damiani (1972)
- Sette ore di violenza per una soluzione imprevista, regia di Michele Massimo Tarantini (1973)
- Il cittadino si ribella, regia di Enzo G. Castellari (1974)
- Il profumo della signora in nero, regia di Francesco Barilli (1974)
- Appassionata, regia di Gianluigi Calderone (1974)
- Trio infernale, regia di Francis Girod (1974)
- Sette ore di violenza per una soluzione imprevista, regia di Michele Massimo Tarantini (1974)
- E cominciò il viaggio nella vertigine, regia di Toni De Gregorio (1974)
- Prete fai un miracolo, regia di Mario Chiari (1975)
- Suspiria, regia di Dario Argento (1977)
- In nome del Papa Re, regia di Luigi Magni (1977)
- Nel regno di Napoli, regia di Werner Schroeter (1978)
- Concorde Affaire '79, regia di Roger Deodato (1979)
- Augh! Augh!, regia di Marco Toniato (1980)
- Bim Bum Bam, regia di Aurelio Chiesa (1981)
- La notte di San Lorenzo, regia di Paolo e Vittorio Taviani (1982)
- Malamore, regia di Eriprando Visconti (1982)
- La posta in gioco, regia di Sergio Nasca (1987)
- Et in Arcadia ego, regia di Hamid Davoodi – cortometraggio (2018)

### Televisione
- Il giovane dottor Freud – serie TV (1982)
- Come quando fuori piove – serie TV (2000)

## Teatro
- Orlando Furioso di Ludovico Ariosto, regia di Luca Ronconi (1969)
- La tragedia del vendicatore di Thomas Middleton, regia di Luca Ronconi (1970)
- Dolcissima Amapola, regia di Sergio Ammirata (2024-2025)